# Bashar Resan
Bashar Resan (en árabe: بشار رسن بنيان‎; Bagdad, Irak, 22 de diciembre de 1996) es un futbolista de Irak que juega en la posición de mediapunta. Desde 2021 juega con el Qatar SC de la Liga de fútbol de Catar.

## Carrera

### Club
| Periodo   | Club              |
| --------- | ----------------- |
| 2010-2017 | Al-Quwa Al-Jawiya |
| 2017-2021 | Persepolis FC     |
| 2021-     | Qatar SC          |

### Selección nacional
Ha jugado en todas las categorías de selecciones menores de Irak desde la sub-17 y consiguió ganar la medalla de bronce en los Juegos Asiáticos de 2014. Con la selección absoluta debutó el 4 de septiembre de 2014 en una derrota por 0-2 en un partido amistoso ante Perú. Su debut con la selección nacional mayor fue con 17 años, 8 meses y 13 días.

## Logros

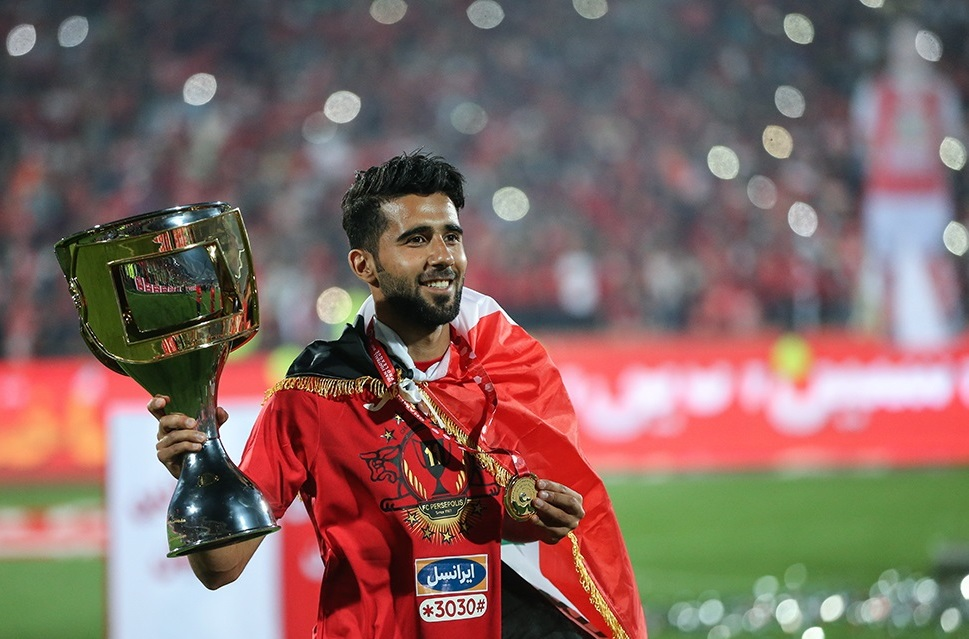
Bashar Resan celebrando el título de campeón con el Persepolis en la temporada 2017/18.

### Club
- Iraqi Premier League: 2016–17
- Iraq FA Cup: 2015–16
- AFC Cup: 2016
- Persian Gulf Pro League: 2017–18, 2018–19, 2019–20
- Copa Hazfi: 2018–19
- supercopa de Irán: 2017, 2018, 2019

### Selección nacional
- AFC U-22 Championship: 2014
- Copa Mundial Militar: 2013